# Susan Collins
Susan Margaret Collins, född 7 december 1952 i Caribou, Maine, är en amerikansk affärskvinna och republikansk politiker. Hon är ledamot av USA:s senat för Maine sedan 1997.
Collins studerade vid St. Lawrence University och arbetade sedan i tolv år för senator William Cohen. Hon var republikanernas kandidat vid 1994 års guvernörsval i Maine. Den oberoende kandidaten Angus King vann valet med 35% av rösterna. Collins blev trea med 23% efter demokraten Joe Brennan som fick 34% av rösterna.
Collins beskrivs som en av de mer moderata republikanerna i senaten och är därför ofta en avgörande röst.

## USA:s senat
Collins valdes till senaten första gången 1996 och har sedan omvalts fyra gånger (2002, 2008, 2014 och 2020).
Collins anses representera centern inom det republikanska partiet och är en inflytelserik medlem av den amerikanska senaten.
Enligt Richard Lugars Bipartisan Index var Collins 2017 senatens  mest partiöverskridande medlem.
I mars 2014 beskrev tidskriften Elle Collins som "en av de tio mäktigaste kvinnorna i Washington."

## Politiska ståndpunkter
Collins beskriver sig själv som "moderat republikan". Hon har ibland betecknats som "liberal"  i jämförelse med sina partikollegor. New York Times rangordnade republikanska senatorer under 2017 baserat på ideologi och rankade Collins som den mest liberala republikanen. Enligt GovTrack är Collins den mest moderata republikanen i senaten. GovTracks analys placerade henne till vänster om varje republikan och fyra demokrater, Joe Donnelly, Heidi Heitkamp, Joe Manchin och Jon Tester.
Enligt Roll Call röstade Collins i linje med president Barack Obamas ståndpunkter vid 75,9 procent av tillfällena. Collins var den ena av två republikaner som röstade med honom vid mer än 70 procent av tillfällena. 
Enligt FiveThirtyEight röstade Collins i linje med president Donald Trumps ståndpunkter vid 73,1 procent av tillfällena.
I TV-reklam inför valet 2020 betecknas hon som Trumps "nickedcka"(stooge) av The Lincoln Project, en grupp konservativa tidigare republikaner, som arbetar för att förhindra Trumps omval som USA:s president. 

## Privatliv
I augusti 2012 gifte sig Collins med Thomas Daffron.